# Philippe Habert
Philippe Habert (Parigi, 1604 – Aimeries, La Louvière, 26 luglio 1637) è stato un poeta francese, primo membro dell'Académie française a occupare il seggio numero 11..

## Biografie
Fratello di German Habert e cugino di Henri Louis Habert de Montmor, contribuì alla formazione dei principi fondanti dell'Académie française. I "tre Habert", come li chiamavano i coro contemporanei, appartenevano al "cénacle des illustres bergers", il "cenacolo degli illustri pastori", un circolo letterario francese che componeva poemi bucolici sulle rive della Senna vivendo come i protagonisti de L'Astrea. Durante la sua vita solo una delle sue opere è stata pubblicata, Le Temple de la mort, che Paul Pellisson definì "uno dei più bei pezzi della nostra poesia francese" e che John Sheffield tradusse successivamente in inglese. Un suo madrigale fu messo in bocca al narciso della Guirlande de Julie.